# 普索烏河

普鲁索河的路线和周围地形

普索烏河是西高加索地區的河流，流經大高加索南麓，成為俄羅斯和阿布哈茲接壤邊境，最終注入黑海，河道全長57公里，流域面積約420平方公里。